# Mount Aspiring
Der Mount Aspiring (von englisch aspiring ‚hochstrebend‘) oder Tititea ist ein Berg in den Neuseeländischen Alpen auf der Südinsel Neuseelands. Mit einer Höhe von 3033 m stellt er die höchste unumstrittene Erhebung auf neuseeländischem Staatsgebiet außerhalb des Aoraki/Mount Cook-Massivs dar. Die Maori-Bezeichnung Tititea bedeutet „Glitzernder Gipfel“.

## Geschichte
Die Erstbesteigung gelang im November 1910 den Bergsteigern Alexander Graham, Jack Clark und Captain Head.
Auf den Berg können Klettertouren unternommen werden und im Winter bietet er ausgezeichnete Wintersportbedingungen. Ausgangspunkt für jegliche Aktivitäten in Bezug auf den Berg ist die nahe gelegene Ortschaft Wanaka. Seit 1964 wird das gesamte Gebiet durch den Mount-Aspiring-Nationalpark geschützt, der eine Fläche von 3555 km² einnimmt und zusammen mit weiteren Schutzgebieten das von der UNESCO zum Weltnaturerbe erklärte Te Wahipounamu bildet. Der Berg lockt jedes Jahr viele Touristen an. Außerdem wurde dieser für eine Szene der Verfilmung der Herr-der-Ringe-Trilogie von Peter Jackson ausgewählt.